# Повіт Катта
Пові́т Ка́тта (яп. 刈田郡, かったぐん, МФА: [kat̚.ta guɴ]) — повіт у префектурі Міяґі, Японія.